# Afrixalus upembae
Afrixalus upembae är en groddjursart som först beskrevs av Laurent 1941.  Afrixalus upembae ingår i släktet Afrixalus och familjen gräsgrodor. IUCN kategoriserar arten globalt som otillräckligt studerad. Inga underarter finns listade i Catalogue of Life.